# Yvandro Borges Sanches
Yvandro Borges Sanches (Luxemburg, 24 mei 2004) is een Luxemburgs voetballer met Kaapverdische achtergrond die bij voorkeur als vleugelaanvaller speelt. 

## Clubcarrière

### Borussia Mönchengladbach
Borges Sanches voetbalde in de jeugd in zijn thuisland bij Blo-Wäiss Itzig en Racing FC Union Luxemburg. In 2020 maakte hij op 16-jarige leeftijd de overstap naar het onder 17-team van Borussia Mönchengladbach. In december 2021 debuteerde hij voor het tweede team dat in de Regionalliga West uitkomt. Op 31 juli 2022 maakte hij in de bekerwedstrijd tegen SV Oberachern zijn debuut voor het eerste elftal. Hij viel acht minuten voor het einde in voor Alassane Plea. Op 11 september 2022 maakte hij zijn debuut in de Bundesliga tegen SC Freiburg. In de eerste anderhalf jaar speelde hij acht wedstrijden voor het eerste elftal van Borussia Mönchengladbach.

### N.E.C.
Op 10 januari 2024 maakte N.E.C. bekend dat het Borges Sanches voor de rest van het seizoen zou huren van Borussia Mönchengladbach. Vier dagen later maakte hij in het 2-2 gelijkspel met Feyenoord als invaller zijn debuut voor de club. Op 27 februari was hij als invaller belangrijk in de halve finale van de KNVB Beker tegen SC Cambuur na een goeie individuele actie de assist te leveren op de winnende goal van Kodai Sano. 

## Clubstatistieken
| Seizoen                    | Club                     | Competitie     | Competitie | Competitie | Beker | Beker | Overig | Overig | Totaal | Totaal |
| Seizoen                    | Club                     | Competitie     | Wed.       | Dlp.       | Wed.  | Dlp.  | Wed.   | Dlp.   | Wed.   | Dlp.   |
| -------------------------- | ------------------------ | -------------- | ---------- | ---------- | ----- | ----- | ------ | ------ | ------ | ------ |
| 2022/23                    | Borussia Mönchengladbach | Bundesliga     | 3          | 0          | 2     | 0     | 0      | 0      | 5      | 0      |
| 2023/24                    | Borussia Mönchengladbach | Bundesliga     | 3          | 0          | 0     | 0     | –      | –      | 3      | 0      |
| 2023/24                    | → N.E.C.                 | Eredivisie     | 8          | 0          | 3     | 0     | 0      | 0      | 11     | 0      |
| Carrièretotaal             | Carrièretotaal           | Carrièretotaal | 14         | 0          | 5     | 0     | 0      | 0      | 19     | 0      |
| Bijgewerkt op 3 april 2024 |                          |                |            |            |       |       |        |        |        |        |

## Interlandcarrière

### Jeugdelftallen
Borges Sanches speelde twee wedstrijden voor Luxemburg onder 15, waarin hij tweemaal een hattrick scoorde. Hij speelde één interland voor zowel de elftallen onder 16 als 21.

### Senioren
Op 4 september 2021 maakte Borges Sanches op 17-jarige leeftijd zijn debuut voor Luxemburg als invaller tegen Servië. Slechts vier spelers debuteerde op jongere leeftijd voor Luxemburg. Drie dagen later maakte hij tegen Qatar zijn eerste interlanddoelpunt.